# 韋羅納島 (緬因州)
韋羅納島（英語：Verona Island）是一個位於美國緬因州漢考克縣的市鎮。

## 人口
根據2020年美國人口普查的數據，韋羅納島的面積為22.71平方千米，當中陸地面積為16.16平方千米，而水域面積為6.55平方千米。當地共有人口507人，而人口密度為每平方千米22人。